# Before The Show
Before The Show er et dansk band fra Københavnkøbenhavnsk band dannet i 2009.
Oprindeligt var Before The Show et soloprojekt af Laurids Smedegaard, der tidligere har turneret med Marvins Revolt, Twins Twins og Cody.
Deres debutalbum Hearts and Heads blev udgivet i maj 2010 og deres andet album udkom i 2012.
Bandet er inspireret af Red House Painters og Death Cab for Cutie.

## Diskografi
- 2010 Hearts and Heads
- 2012 Years&Years&Years